# Бијамбаре
Бијамбаре је група од осам пећина које се налазе између места Нишићи и Кривајевићи, на подручју општине Илијаш, Босна и Херцеговина.
Налазе се у непосредној близини пута Сарајево – Тузла.
Подручје обухвата 370 ha и законом је проглашено заштићеним подручјем пете категорије. Реконструкција пећинске инфраструктуте Средње Бијамбарске пећине и околине у потпуности је завршена.
Пројекат је финансирала Европска комисија. Урађена су детаљна истраживања спелеолошких објеката, изграђене су нове бетонске стазе, постављене цеви за електричну расвету, ново секторско осветљавање, изграђена инфо кућа и савремена санитарија као нова визуелна идентификација.
Бијамбарске пећине отворене су за посетиоце у лето 2007. године.
У близини пећина налази се поток Брадић са језером и воденицом као и поток Бјелила који пресеца Бијамбарске шуме. У подручју Бијамбара повремено се одржавају продајно-изложбени сајмови здраве хране и рукотворина које производи локално становништво. Унутар подручја смештен је едукациони центар.
Подручје је богато крашким појавама као што су крашки понори, вртаче и 8 пећина.
На седници Скупштине Кантона Сарајево одржаној 25. септембра 2003. године донесен је Закон о проглашењу заштићеног пејзажа Бијамбаре површине 370,3 хектара.

## Спелеолошки објекти
На подручју Бијамбара налази се осам спелеолошких објеката: Средња (Главна) Бијамбарске пећина, Горња Бијамбарске пећина, Доња Бијамбарске пећина, Ђуричин пећина, Ледењаци, Димшина пећина, Леденица и Нова пећина.

### Средња Бијамбарска пећина
Средња (главна) Бијамбарска пећина је највећа. Њена дужина износи 420 m. Састоји се од 4 велика ходника чији пречници досежу до 60 m дужине и преко 30 m висине.
Морфолошки је једноставна и састоји се од улазног дела и три дуге дворане међусобно повезане. Прве три дворане део су јединственог канала који се пружа у смеру северозапада све до места на којем се спаја са другим ходником из правца запада. Након уског пролаза, делимично повећаног уклањањем седимената током ранијих уређења, пећина се нагло шири.
Због своје акустичности, четврта дворана је названа је „Музичком двораном“. Претпоставља се да је настала спајањем различитих канала са кружним пресеком, чији се остаци још увек могу видети на плафону дворане.
Дужина дворана креће се од 30 до 80 m, а њихова ширина је од 18 до преко 30 m. Висина у Музичкој дворани износи преко 12 m.
Пећина је богата пећинским накитима као што су сталактити, сталагмити, драперије, бигрене каде и стубови. Настањена је колонијом шишмиша и цврчака.

### Горња Бијамбарска пећина
Горња Бијамбарска пећина је најстаријих пећина у области Бијамбара. Представља важно археолошко налазиште.
Улаз у пећину је 16 m ширине и 12 m висине. Леви ходник и предсобље испуњено је седиментима. Право се налази коридорско тло које се састоји од стена које су се током времена натоложиле.
Најстарији седименти видљиви су на улазу у левом ходнику. Изнад њих налази се релативно дебели слој глине са камењем, што указује на крај топлог периода и почетак хлађења. Слојеви су настали у ери јаког хлађење и представљени су различитим врстама иловаче по оштром камењу.
У њему су пронађени бројни остаци квартарне фауне, као и камено оруђе праисторијских становника ових крајева. Преко овог слоја наплављена је црвено-стосмеђа иловача у периоду који је познат као атлантик.
Посљедњи слој је хумусна земља која садржи остатке керамике из бронзаног доба и кости рецентних животиња.
Налази из слоја исталоженог у време посљедњег леденог доба показују да је пећину користио човек који је припадао култури епиграветиена. Лепеза камених оруђа креће се од разних врста ножића, струга, гребала, убадача и шиљака.
Све алатке израђене су из финозрнатих стеена: јасписа, калцедона и рожнаца. На основу остатака кости одређене су две врсте заједница.
- Прва обухвата: степску заједница, заједница слепиг кучета, кртица, хрчака, воденом волухарицом.
- Друга заједница је одређена високогорским и шумским пејзажима са оштром континенталном климом. У њој су живели пећински медведи, дивокозе, ласице и северни бели зец.

### Ђуричина пећина
Ђуричина пећина има улаз на широком и стрмом удубљењу терена.
У првом делу тло покрива дрвеће и трава. Други, нижи део видљиво је урушен камењем. Прави улаз у пећину је у дну вртачастог удубљења, некадашњег понора.
Након неколико метара, пећина води до северозападне и југоисточне пукотине на којима се наставља преостали део пећине. Овај део је велика дворана која се протеже дуж пукотине са широким отвором на површини плафона пећине.
Први део пећине представља природни камени мост. Најинтересантнији, али још увек недовољно истражени део, је мали ходник који почиње у главној дворани и води југозападно паралелно до улаза у пећину. Ваздушна струја у овом делу пећине указује да је мали силазни канал повезан са Димшином пећином која је удаљена само неколико метара.
Због саме морфологије пећине, снег који пада кроз отвор на плафону се накупља током зиме, а дрвеће и зидови је штите од сунца. у пећини се накупља хладни ваздух који омогућава стабилну термалну стратификацију. Све заједно омогућава да лед и снег трају све до касног пролећа и раног лета, а понекад и током целе године.